# Бабша (Тимиш)
Бабша (рум. Babșa) насеље је у Румунији у округу Тимиш у општини Белинц. Oпштина се налази на надморској висини од 129 m.

## Прошлост
Аустријски царски ревизор Ерлер је 1774. године констатовао да место припада Лункшком округу,Лугожког дистрикта. Становници су били Власи. Када је 1797. године пописан православни клир ту су два свештеника Поповића. Парох поп Живко (рукоп. 1789) и капелан поп Мартин (1795) служили су се само румунским језиком.

## Становништво
Према подацима из 2002. године у насељу је живело 261 становника, од којих су сви румунске националности.